# Reggie Wayne
Reginald Wayne, detto Reggie (New Orleans, 17 novembre 1978), è un ex giocatore di football americano statunitense che ha militato nel ruolo di wide receiver per la maggior parte della carriera con gli Indianapolis Colts della National Football League (NFL).
Fu scelto nel corso del primo giro (30º assoluto) del Draft NFL 2001. Al college ha giocato a football a Miami.

## Carriera universitaria
Nei suoi quattro anni da titolare alla University of Miami, Wayne giocò con Ed Reed, Santana Moss e Andre Johnson. Wayne stabilì il record dell'istituto con 173 prese in carriera (comprese 36 gare consecutive con una ricezione) diventando uno dei soli quattro wide receiver nella storia della scuola a segnare più di 20 TD, insieme a Michael Irvin, Lamar Thomas e Leonard Hankerson. Le sue 48 ricezioni nel suo anno da freshman furono un record scolatistico. Wayne si laureò in liberal arts. Egli fu il compagno di stanza della ex safety dei Baltimore Ravens Ed Reed.

## Carriera professionistica

### Indianapolis Colts
Reggie Wayne fu scelto dagli Indianapolis Colts come 30º assoluto del draft 2001 per fare da spalla all'altra stella dei Colts, il ricevitore Marvin Harrison. Nel suo primo anno, Wayne ricevette solo 27 passaggi per 345 yard e nessun touchdown. Le sue yard guadagnate raddoppiarono l'anno successivo quando ricevette 49 passaggi per 716 yard e 4 touchdown.
Wayne entrò nella formazione titolare nella stagione 2003 quando ricevette 68 palloni per 838 e 7 touchdown. La stagione successiva, Wayne ricevette 77 passaggi per 1.210 yard e 12 touchdown durante una stagione in cui il quarterback dei Colts Peyton Manning stabilì l'allora record NFL lanciando 49 touchdown. Durante i playoff, Wayne fu nominato "Wild Card Weekend Offensive Player of the Week" dopo che i Colts batterono i Denver Broncos. Nel 2005, Wayne continuò ad aumentare le sue ricezioni arrivando a quota 83.

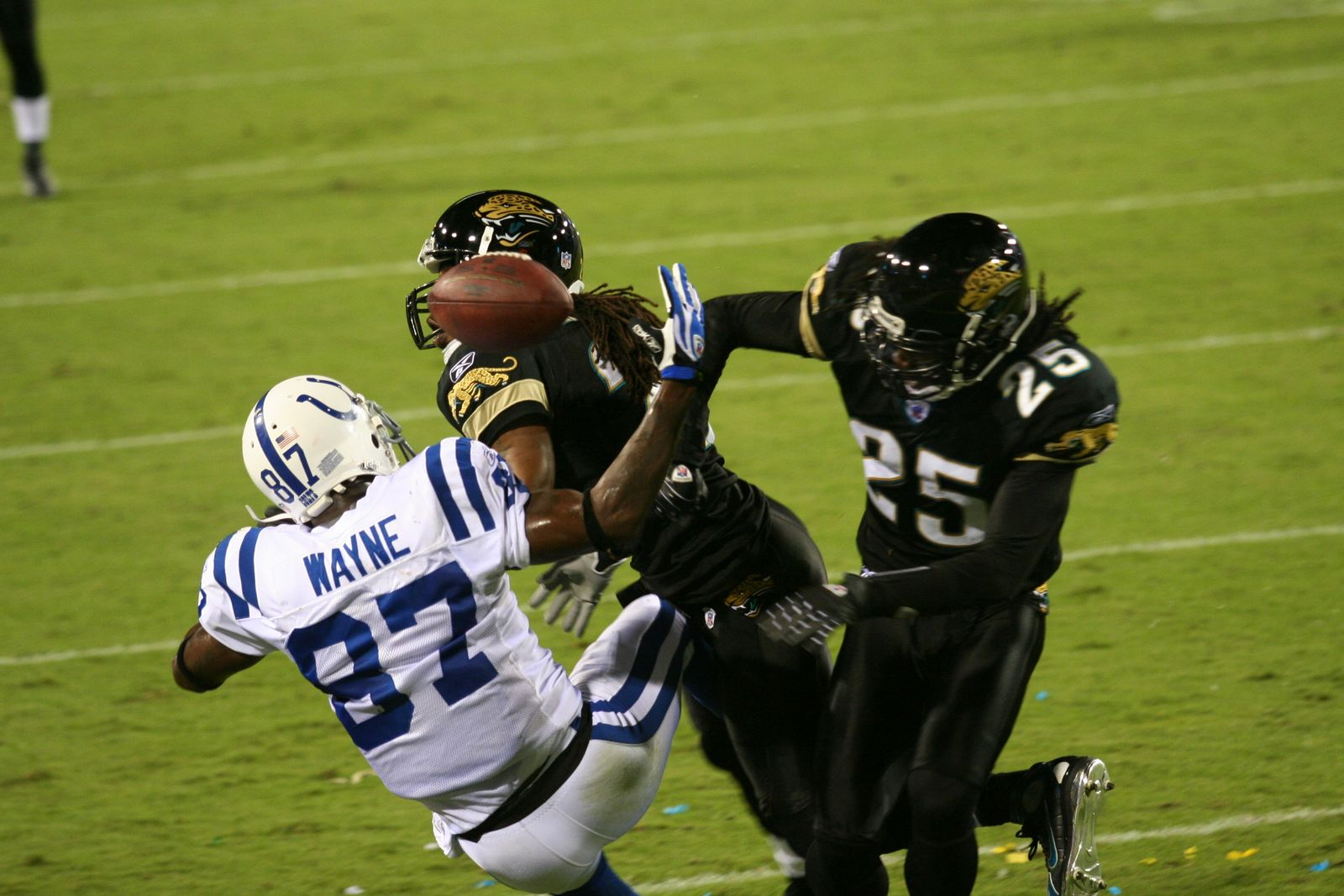
Wayne contro i Jaguars nel 2007.

Nel 2006, Wayne firmò un contratto di 6 anni del valore di 39,5 milioni di dollari e ricevette 86 passaggi per l'allora record in carriera di 1.310 e 9 TD. Grazie a queste prestazioni, Wayne fu selezionato per il suo primo Pro Bowl. Wayne nei playoff aiutò i Colts a sconfiggere i Chicago Bears nel Super Bowl XLI con un touchdown su una ricezione da 53 yard nel primo quarto, laureandosi campione NFL.
Nel 2007, Wayne rispose a una raffica di infortuni che colpì la squadra, compresi Harrison e il tight end Dallas Clark, stabilendo i record in carriera per ricezioni (104) e yards (1510). Egli guidò la lega in yard ricevute e fu selezionato per il Pro Bowl per il secondo anno consecutivo.
Nel 2008, Wayne mise ancora insieme una stagione da Pro Bowl con 82 prese per 1145 yard e 6 touchdowns, compreso uno da 65 yard nel drive di apertura contro i Pittsburgh Steelers.

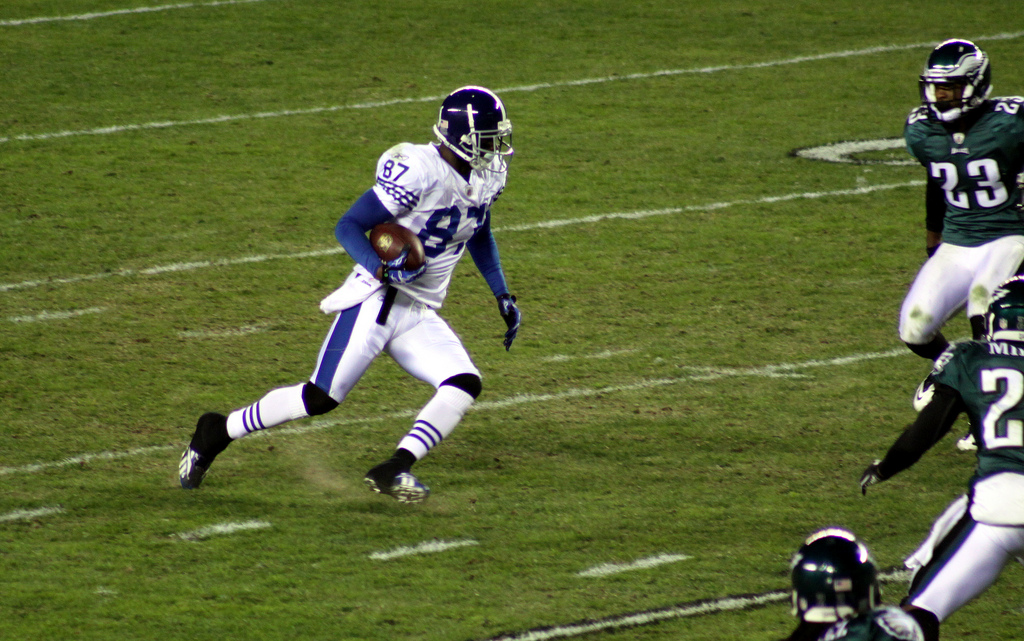
Wayne nel 2010 contro gli Eagles.

Nelle stagioni 2009 e 2010, Reggie Wayne superò ancora abbondantemente quota mille yard ricevute con 10 TD nel 2009 e 6 nel 2010, venendo convocato per il Pro Bowl in entrambe le annate.
Nella stagione 2011, Wayne e i Colts furono per la prima volta orfani di Peyton Manning, rimasto fuori per infortunio per tutta la stagione. Per la prima volta negli ultimi otto anni, Reggie non superò le mille yard ma ci arrivò solamente vicino, concludendo a quota 960. Nella settimana 8 della stagione, Reggie Wayne superò Steve Largent salendo al 20º nella classifica di tutti i tempi delle ricezioni.
Il 14 marzo 2012, dopo essere diventato unrestricted free agent e con voci che lo volevano raggiungere Manning nella sua futura destinazione, Wayne rifirmò invece un contratto triennale coi Colts del valore di 17,1 milioni di dollari. Nel debutto stagionale coi Bears, Wayne ricevette 135 yard nella sconfitta per 21-41. Nel turno successivo, Indianapolis ottenne la prima vittoria stagionale contro i Minnesota Vikings: Reggie ricevette 6 passaggi per 71 yard e un passaggio da touchdown da Andrew Luck. Nella settimana 3, i Colts vennero sconfitti dai Jacksonville Jaguars con Reggie che ricevette 8 passaggi per 88 yard.
Dopo la settimana di pausa, nella settimana 5 Wayne e Andrew Luck guidarono i Colts a un'epica rimonta contro i Green Bay Packers. Sotto 21-3 alla fine del primo tempo, Indianapolis rimontò fino al 30-27 finale culminato da un passaggio da touchdown di Luck per Wayne con 35 secondi alla fine della partita. Reggie concluse la gara stabilendo il proprio primato in carriera con 212 yard ricevute e segnando un touchdown. La partita successiva non andò altrettanto bene ai Colts che persero nettamente contro i New York Jets con Reggie che ricevette 87 yard. La squadra tornò alla vittoria nella gara successiva contro i Cleveland Browns: Wayne ricevette 6 passaggi per 73 yard. I Colts salirono a un record di 4-3 battendo nei supplementari i Tennessee Titans nella settimana 8 con Reggie che ricevette 91 yard. Nel turno successivo, il giorno in cui Luck stabilì il record di yard passate da un rookie, Wayne ricevette 78 yard e segnò un touchdown. Indianapolis vinse la quarta gara consecutiva contro i Jaguars dove Wayne ricevette 96 yard.
I Colts si assicurarono un record vincente raggiungendo la nona vittoria stagionale 14 contro i Titans in cui Wayne segnò il quarto touchdown stagionale. Due settimane dopo, grazie al touchdown decisivo di Wayne nel finale di gara, i Colts si assicurarono una storica qualificazione ai playoff un anno dopo aver terminato col peggior record della lega. Il 26 dicembre, Reggie fu convocato per il sesto Pro Bowl in carriera.
Nel turno delle wild card, Wayne ricevette 9 passaggi per 114 yard ma i Colts furono eliminati dai Ravens. A fine anno fu posizionato al numero 21 nella classifica dei migliori cento giocatori della stagione.
Nella prima gara della stagione 2013, Wayne segnò un touchdown nella vittoria sui Raiders. Il secondo lo segnò nella settimana 4, con 100 yard ricevute, nella agevole vittoria sui Jaguars. Nella settimana 6 contro i Chargers, Reggie divenne solamente il nono giocatore della storia a raggiungere quota mille ricezioni in carriera. La stagione del trentaquattrenne Wayne si chiuse prematuramente però nella settimana successiva quando si ruppe il legamento crociato anteriore nella gara coi Denver Broncos.
Tornato in campo nella stagione 2014, giocò la prima partita degna della sua fama nella vittoria della settimana 4 in cui ricevette 119 yard e un touchdown nella vittoria sui Titans. Nel Monday Night della settimana 9 contro i Giants segnò il suo secondo TD stagionale e con 70 yard ricevute superò quota 14.000 in carriera, superando James Lofton all'ottavo posto nella classifica di tutti i tempi.
Il 6 marzo 2015, i Colts annunciarono che non avrebbero rinnovato il contratto a Wayne, rendendolo free agent.

### New England Patriots

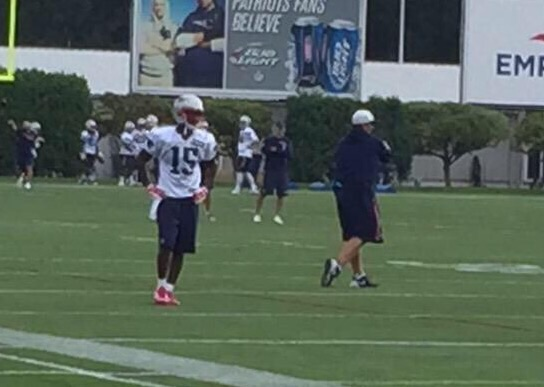
Wayne in allenamento coi Patriots nell'agosto 2015

Il 24 agosto 2015, Wayne firmò un contratto annuale con i New England Patriots. Il 5 settembre 2015 fu svincolato dietro sua richiesta.
Il 15 gennaio 2016, Wayne annunciò il proprio ritiro, chiudendo al settimo posto di tutti i tempi per ricezioni in carriera, all'ottavo in yard ricevute e al ventitreesimo in touchdown su ricezione.

## Palmarès

### Franchigia
- Super Bowl : 1

Indianapolis Colts: Super Bowl XLI
- American Football Conference Championship: 2

Indianapolis Colts: 2006, 2009

### Individuale
- Convocazioni al Pro Bowl: 6

2006, 2007, 2008, 2009, 2010, 2012
- All-Pro: 3

2007, 2009, 2010
- Leader della NFL in yard ricevute: 1

2007
- Club delle 10.000 yard ricevute in carriera

## Statistiche
Stagione regolare
| Anno              | Squadra            | Gare              | Gare              | Ricezioni         | Ricezioni         | Ricezioni         | Ricezioni         | Ricezioni         | Corse             | Corse             | Corse             | Corse             | Corse             | Fumble            | Fumble            |
| Anno              | Squadra            | P                 | PT                | Ric               | Yard              | Media             | Max               | TD                | Ten               | Yard              | Media             | Max               | TD                | FUM               | Persi             |
| Stagione regolare | Stagione regolare  | Stagione regolare | Stagione regolare | Stagione regolare | Stagione regolare | Stagione regolare | Stagione regolare | Stagione regolare | Stagione regolare | Stagione regolare | Stagione regolare | Stagione regolare | Stagione regolare | Stagione regolare | Stagione regolare |
| ----------------- | ------------------ | ----------------- | ----------------- | ----------------- | ----------------- | ----------------- | ----------------- | ----------------- | ----------------- | ----------------- | ----------------- | ----------------- | ----------------- | ----------------- | ----------------- |
| 2001              | Indianapolis Colts | 13                | 9                 | 27                | 345               | 12.8              | 43                | 0                 | –                 | –                 | –                 | –                 | –                 | –                 | –                 |
| 2002              | Indianapolis Colts | 16                | 7                 | 49                | 716               | 14.6              | 49                | 4                 | –                 | –                 | –                 | –                 | –                 | 2                 | 1                 |
| 2003              | Indianapolis Colts | 16                | 16                | 68                | 838               | 12.3              | 57T               | 7                 | –                 | –                 | –                 | –                 | –                 | –                 | –                 |
| 2004              | Indianapolis Colts | 16                | 16                | 77                | 1,210             | 15.7              | 71T               | 12                | 1                 | -4                | -4.0              | -4                | 0                 | -                 | -                 |
| 2005              | Indianapolis Colts | 16                | 16                | 83                | 1,055             | 12.7              | 66T               | 5                 | –                 | –                 | –                 | –                 | –                 | 1                 | 0                 |
| 2006              | Indianapolis Colts | 16                | 16                | 86                | 1,310             | 15.2              | 51T               | 9                 | –                 | –                 | –                 | –                 | –                 | 1                 | 0                 |
| 2007              | Indianapolis Colts | 16                | 16                | 104               | 1,510             | 14.5              | 64                | 10                | 1                 | 4                 | 4.0               | 4                 | 0                 | 3                 | 3                 |
| 2008              | Indianapolis Colts | 16                | 16                | 82                | 1,145             | 14.0              | 65T               | 6                 | –                 | –                 | –                 | –                 | –                 | –                 | –                 |
| 2009              | Indianapolis Colts | 16                | 16                | 100               | 1,264             | 12.6              | 65T               | 10                | –                 | –                 | –                 | –                 | –                 | –                 | –                 |
| 2010              | Indianapolis Colts | 16                | 16                | 111               | 1,355             | 12.2              | 50                | 6                 | –                 | –                 | –                 | –                 | –                 | 1                 | 1                 |
| 2011              | Indianapolis Colts | 16                | 16                | 75                | 960               | 12.8              | 56T               | 4                 | –                 | –                 | –                 | –                 | –                 | –                 | –                 |
| 2012              | Indianapolis Colts | 16                | 15                | 106               | 1,355             | 12.8              | 33                | 5                 | 1                 | -5                | -5.0              | -5                | 0                 | 1                 | 1                 |
| 2013              | Indianapolis Colts | 7                 | 7                 | 38                | 503               | 13.2              | 35                | 2                 | 1                 | 5                 | 5.0               | 5                 | 0                 | –                 | –                 |
| 2014              | Indianapolis Colts | 15                | 15                | 64                | 779               | 12.2              | 80                | 2                 | –                 | –                 | –                 | –                 | –                 | 1                 | 1                 |
|                   | Totale             | 211               | 197               | 1,070             | 14,345            | 13.4              | 80                | 82                | 4                 | 0                 | 0.0               | 5                 | 0                 | 10                | 7                 |
| Playoff           |                    |                   |                   |                   |                   |                   |                   |                   |                   |                   |                   |                   |                   |                   |                   |
|                   | Totale             | 21                | 21                | 93                | 1,254             | 13.5              | 72                | 9                 | –                 | –                 | –                 | –                 | –                 | 2                 | 1                 |